# Radovan Fořt
Radovan Fořt (* 14. Februar 1965 in Ústí nad Labem) ist ein ehemaliger tschechischer Radrennfahrer und nationaler Meister im Radsport.

## Sportliche Laufbahn
Fořt war im Straßenradsport, im Mountainbikesport und im Querfeldeinrennen (heutige Bezeichnung Cyclocross) aktiv. Er war Teilnehmer der Olympischen Sommerspiele 1996 in Atlanta. Dort wurde er 24. im Mountainbikerennen. 1982 belegte er bei den Cyclocross-Weltmeisterschaften der Junioren den 3. Platz. 1986 gewann Fořt eine Etappe im Circuit Cycliste Sarthe. In der Internationalen Friedensfahrt 1986 kam er auf den 16. Rang. 1988 wurde er Dritter in der Tour de Bohemia. In der nationalen Meisterschaft im Straßenrennen 1989 wurde er Vizemeister hinter Miloslav Vašiček.
1991 und 1993 gewann Fořt den Titel bei der nationalen Meisterschaft im Querfeldeinrennen.  An bekannten Querfeldeinrennen gewann er die Trofeo Mamma & Papà Guerciotti in Italien 1990 und den Ziklokross Igorre in Spanien 1991. Bei den Cyclocross-Weltmeisterschaften 1984 wurde er 5., 1987 13., 1991 17., 1992 10., 1993 15. (jeweils im Rennen der Amateure).